# Джероламо Раморіно
Джероламо Раморіно (італ. Gerolamo Ramorino; 1792-1849) — італійський генерал, учасник багатьох воєн XIX століття.

## Біографія
У 1812 році наполеонівській кампанії проти Росії. Командував ескадроном. У 1821 році брав участь у П'ємонтському повстанні. Згодом жив у Парижі, займався торгівлею. У 1830 році приєднався до Листопадового повстання в Польщі. Дослужився до звання бригадного генерала.
У 1833 році приєднався до італійського повстанця Джузеппе Мадзіні. Раморіно командував військовим походом з Швейцарії до П'ємонту, який закінчився поразкою. У 1848 році брав участь у революції в Італії. Командував п'ємонтською дивізією. У 1849 році у битві під Новарою Джироламо Раморіно був введений в оману маневрами Радецького і всупереч наказам головнокомандувача покинув пост поблизу Павії, який мав охороняти. Радецький скористався цією помилкою та переправився через Тічино, що стало причиною поразки сардинської армії. Раморіно звинуватили у невиконанні наказів та злочинному недбальстві та засудили до смертної кари. На його прохання, він сам керував розстрільною командою під час страти.